# Seattle (Häuptling)

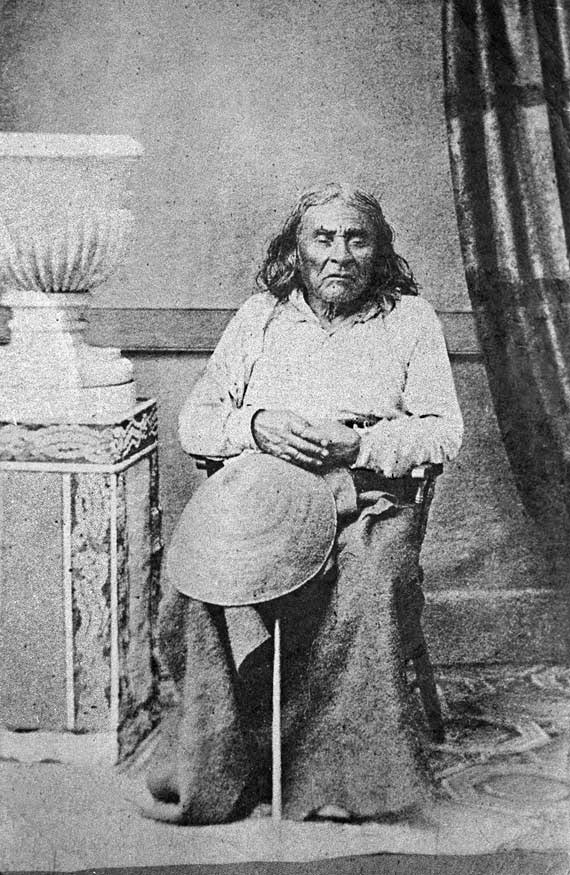
Fotografie von Häuptling Seattle aus dem Jahr 1864

Häuptling Noah Seattle (Chief Seattle (englische Verballhornung von Lushootseed Si'ahl)) auch Sealth, Seathl oder See-ahth (* vermutlich 1786 auf Blake Island, Washington; † 7. Juni 1866 in der Suquamish-Reservation Washington) war ein Häuptling der Suquamish und Duwamish, zweier Stämme der Küsten-Salish. Als bekannter indianischer Anführer und bedeutender Redner verfolgte er eine Strategie der Anpassung an die weißen Siedler. Seine enge persönliche Beziehung mit David Swinson Maynard war wesentlich für die erfolgreiche Gründung der Stadt Seattle, die nach ihm benannt ist.
Seattle wird eine vielfach publizierte Rede zugeschrieben, die eine gewisse Rolle in der westlichen Ökologiebewegung gespielt hat. Die bekanntesten Fassungen stammen nur in geringen Anteilen von Seattle selbst, wesentliche Aussagen sind falsch und anachronistisch.

## Leben
Geboren bei oder auf Blake Island, als Sohn des Shweabe von den Suquamish und der Wood-sho-lit-sa von den Duwamish, erwarb er sich schon früh großes Prestige durch Kriege gegen die Chimakum und die Jamestown-Klallam, seine Nachbarn auf der Olympic Peninsula. Wie andere indianische Anführer auch hielt er bei seinen Kriegszügen gefangene Feinde als Sklaven. Für damalige Begriffe groß gewachsen, wohl über 1,85 m, nannten ihn die Franzosen in der Hudson’s Bay Company Le Gros. Außerdem reichte seine gewaltige Stimme angeblich über einen Kilometer weit.
Seine erste Frau La-Dalia starb nach der Geburt einer Tochter, seine zweite Frau, Olahl, schenkte ihm drei Söhne und vier Töchter. Beide stammten aus Tola'ltu an der Elliott Bay (heute in West Seattle).

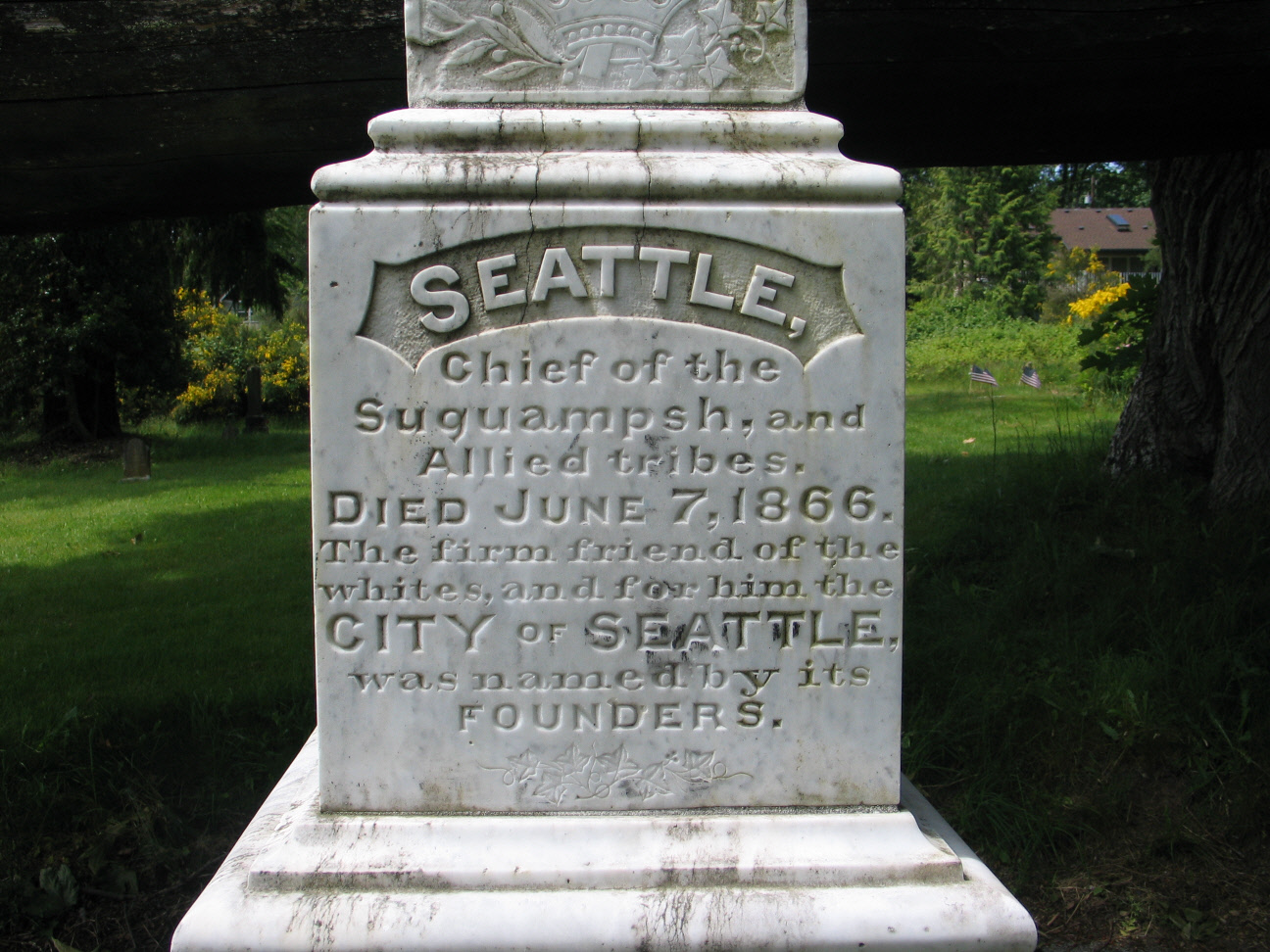
Grabstein in Suquamish, Washington

Häuptling Seattle ließ sich um 1848 katholisch taufen. Die Siedler, die zunehmend ins Land kamen, verdrängten den Stamm aus seinen Sammelgründen. Zudem verlor er zunehmend an Boden gegenüber Häuptling Patkanim von den Snohomish. Bei Verhandlungen in Olympia lernte er David Swinson Maynard kennen, mit dem ihn bald eine Freundschaft verband. Maynard sorgte dafür, dass die Siedler im frischgegründeten Seattle die Siedlung nach dem Häuptling benannten und ihn unterstützten.
Folgerichtig hielt Seattle seine Leute aus der Schlacht um Seattle heraus, weigerte sich aber, Duwamish und Snohomish gemeinsam in ein Reservat zu führen. Maynard überredete die Regierung, dem alten Häuptling die Rückkehr in das Langhaus seines Vaters in der Agate Passage zu erlauben, das als Tus-suc-cub oder Old Man House bekannt war. Seattle besuchte die nach ihm benannte Stadt und ließ sich von E. M. Sammis 1864 fotografieren. Zwei Jahre später starb er am 7. Juni in der Suquamish-Reservation in Port Madison.

## Die angebliche Rede des Häuptlings Seattle
Bekannt wurde Häuptling Seattle durch die Rede, die er um 1854 bei einer Anhörung vor Isaac Ingalls Stevens, dem Gouverneur des Washington-Territoriums, hielt. Die Tatsache der Rede und ihre Dauer von etwa einer halben Stunde sind durch einen erstmals 33 Jahre später, 1887, von Henry A. Smith in der Zeitung Seattle Sunday Star veröffentlichten Artikel dokumentiert, weitere Quellen hierzu gibt es keine. Smith gab darin an, die Rede auszugsweise auf Grundlage von Notizen wiedergegeben zu haben. 
Bereits bei diesem Text kamen starke Zweifel an der Genauigkeit von Smiths Überlieferung auf. Zwar gibt Smith glaubwürdig an, dass er bei Seattles Rede anwesend war, allerdings hat er Seattle kaum verstanden, da dieser die Rede nicht auf Englisch, sondern in seiner eigenen Sprache hielt. Eine Übersetzung dürfte es – wenn überhaupt – nur auszugsweise in Englisch oder wahrscheinlicher in Chinook gegeben haben. Die blumigen und heroischen Formulierungen gelten daher als Werk Smiths. Hinweise auf Ökologie und Naturzerstörung fehlen in dieser Version noch völlig. Ein zentraler Punkt der Rede ist vielmehr die Bedeutung des Landes für den Ahnen- und Totenkult der Indianer, ein zentraler und wahrscheinlich authentischer Satz lautet demnach sinngemäß: „Jeder Teil dieses Landes ist meinem Volk heilig.“

Computergrafik anhand eines Denkmales mit einem Ausschnitt der umstrittenen Rede

Eine zweite Version der Rede entstand in den 1960er Jahren, als William Arrowsmith die erste Version in ein moderneres Englisch übertrug, ohne sie im Inhalt zu verändern.
Populär wurde die Rede aber erst mit der dritten Version, die in den 1970er und 1980er Jahren in Umlauf kam. Sie hat nur noch sehr geringe Ähnlichkeit mit der ersten Version und wurde 1972 von Ted Perry für einen Fernsehfilm über Ökologie (Home) verfasst. Eindeutige Hinweise auf den unhistorischen Wortlaut sind in der Rede vorkommende Details, die nicht aus der Lebenswirklichkeit Seattles stammen können, so etwa der Ziegenmelkervogel oder der Bison, die es in Seattles Heimat nicht gab, oder die Eisenbahn, die erst lange nach dem Vertragsabschluss gebaut wurde. Diese Version und eine darauf basierende, etwas gekürzte vierte Variante stellen Häuptling Seattle phantasievoll als einen frühen ökologischen Visionär dar, der über die Einsichten seines Volkes in das Wesen der Natur und des Menschen spricht.
Diese moderne Version faszinierte zahlreiche Menschen und gewann damit starke Bedeutung für die Umweltbewegung, für die die Rede des Häuptling Seattle genauso wie die angebliche Weissagung der Cree zu einem modernen Mythos wurde. Die Chief Seattle Speech wurde auch vertont. Bekannte deutsche Vertonungen stammen von der Gruppe Poesie und Musik mit René Bardet, Büdi Siebert und Joe Koinzer mit dem Titel Vielleicht weil ich ein Wilder bin (1982) und von Hannes Wader Wir werden sehn auf dem Album Glut am Horizont (1985). Mit 22 Jahren komponierte der spätere Generalsekretär des Zentralkomitees der deutschen Katholiken (ZdK) Stefan Vesper den Kanon Jeder Teil dieser Erde (1978). Er ist heute in vielen kirchlichen Gesangbüchern zu finden. Die Rede ist auch auf Spanisch übersetzt worden. In dieser Übersetzung ist sie die Textgrundlage für den zweiten Satz, „Sin lamento“, der Kantate „Sueños“ des mexikanischen Komponisten Arturo Márquez. Ausschnitte aus der ins Spanische übersetzten Rede bilden ebenfalls die Textgrundlage des Hits „Latinoamérica“ der Band „Calle 13“.

## Gedenktag
Sein Gedenktag ist der 7. Juni.